# 농심 포테토칩
농심 포테토칩은 1980년부터 판매하는 과자로, 대한민국 넘버원 감자칩 브랜드이다. 경쟁 제품은 포카칩, 생생칩 등이 있다.

## 소개
1980년 농심에서 첫 생산을 하였으며 1980년대 초반까지는 '크레오파트라 포테토칩'이라는 이름으로 나온 적이 있었다. 이후 '포테토칩1'과 '포테토칩2'로 출시되었다가 포테토칩으로 변경한다. 그 후 '칩포테토'라는 이름으로 변경되었다가 다시 현재의 이름으로 바뀌었다. 다만, 크레오파트라 포테토칩 시절을 제외하면 포테토칩 이래 전통적으로 연한 초록색 포장지 형태로 나오고 있으며 이름이 몇 차례 변경된 것을 제외하면 현재까지도 연한 초록색 포장지 형태를 유지하고 있다. 오리온의 포카칩과 경쟁구도를 맺으며 시장 점유율을 서로 다투고 있다. 자매품은 그의 동생인 수미칩이 있고, 하위 배리에이션 제품인 감자칩, 입친구 등을 순차적으로 선보였으며 초기에는 일본의 가루비와의 기술 제휴를 맺고 만든 것이 시초이다.

## 종류
아래의 종류들은 2024년 기준이다.
1. 오리지널: 생감자에 식염을 첨가한 짭짤한 맛의 포테토칩이다. 이전에는 저염미, 죽염[5] 등으로 몇 차례 이름이 변경된 적이 있다.
2. 사워 크림 어니언: 생감자에 양파를 첨가한 포테토칩이다.
3. 콘치즈맛: 콘치즈를 첨가한 포테토칩이다.
4. 육개장 사발면맛: 육개장 사발면 스프를 첨가한 포테토칩이다.
5. 김치 사발면맛: 김치 사발면 스프를 첨가한 포테토칩이다.
6. 에그 토스트맛: 달걀과 식빵, 슬라이스 햄의 조화를 이루는 내용물을 가지고 있는 향료가 포함되어 있는 것을 첨가한 포테토칩이다.
7. 잭슨페퍼로니맛:
8. 먹태 청양마요맛:
9. 먹태 고추장마요맛:
10. 올디스타코맛:

## 단종 및 생산중단 제품
1. 이태리풍: 1990년대 중반에 나왔던 맛제품으로 이탈리아의 삼색기 모습의 포장으로 나온 적이 있다.[6]
2. 김치맛: 한국의 김치를 첨가하여 매운맛을 가미한 제품이다.[7]
3. 피자: 포테토칩에 피자를 가미한 제품이다. 웨이브 무늬가 새겨졌다.[8]
4. 스노우치즈[9]
5. 김맛: 포테토칩에 김 분말을 첨가한 제품이다. 2002년 잠시 선보였다가 단종되었다.
6. 짜왕맛, 맛짬뽕맛, 바나나킥맛: 포테토칩에 상기 원료를 협업하여 제조 및 가공한 제품이다. 이들은 맛짬뽕맛 스프, 짜왕의 짜장분말스프 그리고 바나나킥 원료가 되는 분말 등을 각자 조합한 포테토칩이다. 효과가 없자 2017년 이후 단종되었다.
7. 농심 감자칩: 포테토칩의 고급 스낵 제품으로 1995년 무렵에 단종되었다.
8. 곱창이 핫해맛:

## 같이 보기
- 농심
- 감자칩
- 포카칩
- 스윙칩
- 프링글스
- 감자 튀김